# Allen Carr

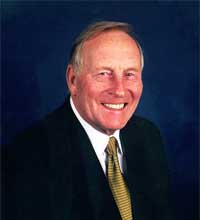
Allen Carr

Allen Carr (Londen, 2 september 1934 - Benalmádena, 29 november 2006) was een Britse schrijver van zelfhulp-boeken. Carr was tot 1983 kettingroker. Hij rookte volgens eigen zeggen meestal tegen de 100 sigaretten per dag. In 1983 stopte hij definitief met roken door een bijzondere ervaring. Daarvoor was hij na diverse stoppogingen altijd weer begonnen met roken ondanks het feit dat hij zich zelf in zijn boeken als een sterke persoonlijkheid omschreef. Door die bijzondere ervaring kreeg hij inzicht in zijn rookgedrag en ontdekte hij dat het gemakkelijk kon zijn om te stoppen met roken. Carr stierf aan de gevolgen van longkanker. Niet alleen Carr zelf, maar ook verschillende artsen beweerden dat hij veel eerder overleden zou zijn wanneer hij in 1983 niet was gestopt met roken. Mogelijk kreeg Carr niet alleen longkanker door zijn eigen rookgedrag, maar ook omdat hij in de groepssessies veelvuldig aan tabaksrook blootstond.

## De methode van Allen Carr om te stoppen met roken
Uit een analyse door onderzoekers van de Rijksuniversiteit Groningen van de Allen Carr-methode blijkt dat deze heel anders in elkaar zit dan andere stopmethoden. De Allen Carr-methode richt zich voornamelijk op het verlagen van de motivatie om te roken. Een roker denkt immers dat roken allerlei voordelen heeft. Als die voordelen niet meer waargenomen worden dan vervalt grotendeels de behoefte om te roken. De meeste andere stopmethoden richten zich op het motiveren om te stoppen en het aanleren van allerlei vaardigheden om te stoppen. Uit het onderzoek bleek verder dat de methode van Carr na 13 maanden ongeveer vier keer zo effectief was als andere methoden om te stoppen met roken.

## Behandelsessies
Carr gaf groeps- en in uitzonderlijke gevallen privésessies, bijvoorbeeld bij een bekend persoon aan huis. Er werd nooit voor deze sessies geadverteerd. Carr stond in het telefoonboek alleen onder zijn naam vermeld, zonder verdere toevoegingen. Alles ging via mond-tot-mondreclame. In de jaren negentig richtte hij dertig klinieken op waar men hulp kon krijgen bij het stoppen met roken. Zelf richtte hij zich daarna weer meer op het schrijven dan op het zelf geven van sessies. Tegenwoordig worden er in vele landen groepssessies gegeven, soms bijvoorbeeld bij een werkgever die zijn rokende medewerkers behulpzaam wil zijn bij te stoppen met roken. Het belangrijkste verschil met de huidige sessies (begin 21e eeuw) en de sessies die Allen Carr zelf gaf is, dat er nu rookpauzes gehouden worden, maar dat bij Carr thuis iemand tijdens het voortduren van de sessie net zoveel mocht roken als men zelf wilde tot het einde van de sessie, als het zover was om te stoppen met roken.